# More Bounce to the Ounce
More Bounce to the Ounce è un singolo degli Zapp del 1980 estratto dal loro primo album Zapp.

## Il singolo
More Bounce to the Ounce venne scritta, arrangiata, composta e prodotta da Roger Troutman, e raggiunse il numero 86 della Billboard Hot 100 nel 1980. Il titolo della canzone venne ripreso da una campagna pubblicitaria della Pepsi-Cola degli anni 1950.

## Tracce
1. More Bounce To The Ounce - Part 1 – 4:00
2. More Bounce To The Ounce – 9:27